# Округи Брунею
Бруней розділений на чотири округи (district) називаних даєра:
| Куала-Белайт Серіа Ліанг Куала-Балаї Лабі Букіт-Сават Суканг Мелілас Телісаї Уконг Рамбаї Ламунін Танджонг-Мая Кіюданг Керіам Пекан-Тутонг Сенгкуронг Пегкалан-Бату Кіланас Кіангге Лумапас Буронг-Пінггай-Аєр Пераму Саба Сунгай Кебун Кота-Бату Гадонг A Гадонг B Беракас A Беракас B Тамой Сунгай Кедаян Ментірі Сераса Лабу Банґар Бату Апоі Бокок Амо Белайт Тутонг Бруней-Муара Тембуронґ |

| No. | Округ        | Столиця             | Населення (2011) | Площа (км2) |
| 1.  | Белайт       | Куала Белайт        | 60,744           | 2,724       |
| 2.  | Бруней-Муара | Бандар-Сері-Бегаван | 279,924          | 571         |
| 3.  | Тембуронг    | Банґар              | 8,852            | 1,304       |
| 4.  | Тутонг       | Пекан-Тутонг        | 43,852           | 1,166       |

Округ Тембуронг відділений територією Малайзії від інших округів і є, таким чином, напівексклавом.
Округи розділені на більше дрібні райони, називані мукім.